# Kurt von Holleben

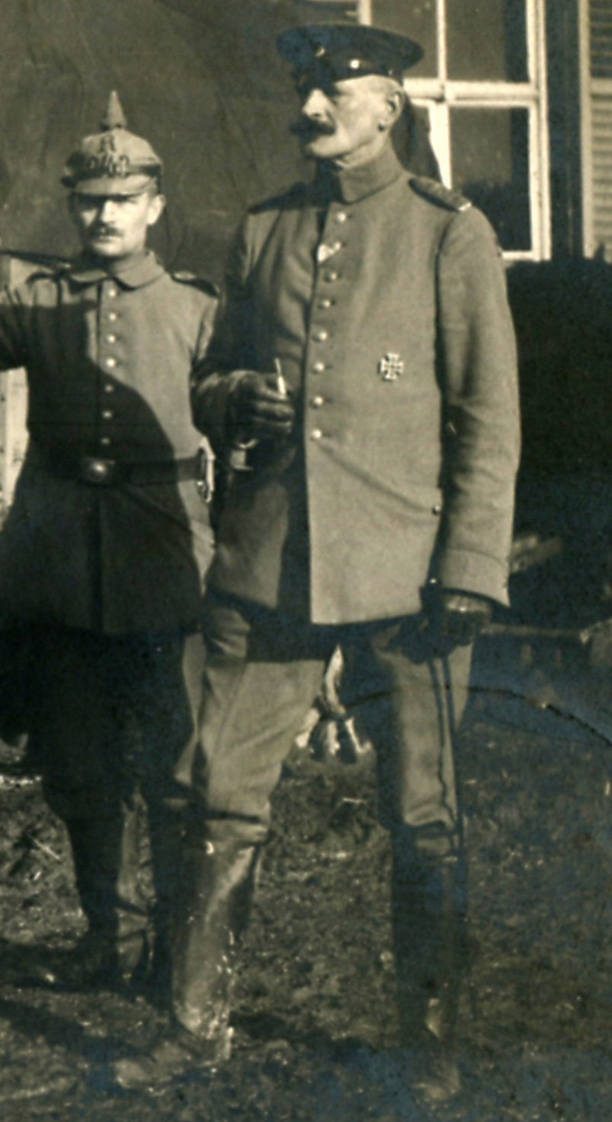
Kurt von Holleben

Ludwig Reinhard Emil Kurt von Holleben (* 24. Januar 1862 in Königsee; † 14. April 1941 in Rudolstadt) war ein sächsischer Generalmajor.

## Leben
Holleben entstammte der sächsischen Adelsfamilie von Holleben. Er war ein Enkel des schwarzburgischen Oberjägermeisters Anton von Holleben genannt von Normann (1786–1849) und dessen Ehefrau Ida, geborene von Schönberg (1803–1867). Sein Onkel war somit der sächsische General der Infanterie Bernhard von Holleben genannt von Normann. Er war ein Sohn des Geheimen Staatsrat im Fürstentum Schwarzburg-Rudolstadt, Albert von Holleben und dessen Ehefrau Anna von Roeder (* 1839). Aus dieser Ehe hatte Kurt sechs Geschwister, vier Schwestern und zwei Brüder. Der Bruder Magnus fiel 1914 als sächsischer Oberstleutnant, während Franz von Holleben den Rang eines Vizeadmirals in der Kaiserlichen Marine erreichte.
Kurt von Holleben trat 1877 in den Kadettenkorps der sächsischen Armee ein und wurde nach vieljähriger Erziehung am 26. November 1880 als Fähnrich dem 1. Königlich Sächsischen Leib-Grenadier-Regiment Nr. 100 übergeben, wonach er am 12. Oktober 1881 zum Leutnant avancierte. Er durchlief in den folgenden Jahren eine typische militärische Laufbahn und diente 1885 bis 1887 als Bataillonsadjutant im Regiment, wobei er am 1. April 1887 zum Oberleutnant aufstieg. Nach weiteren Jahren erfolgte am 24. März 1893 die Beförderung zum Hauptmann und Kompaniechef. Nach Beförderung zum Major am 26. März 1903 wurde er dem 13. Infanterie-Regiment Nr. 178 aggregiert, wobei er schon im selben Jahr Bataillonskommandeur des II. Bataillons wurde. Am 20. März 1908 stieg er zum Oberstleutnant und etatsmäßigen Stabsoffizier beim 10. Infanterie-Regiment Nr. 134 auf. Er wurde am 23. September 1911 mit dem Charakter eines Oberst zur Disposition gestellt und der Landwehr überführt, wo er zunächst als 2. Stabsoffizier beim Landwehr-Bezirk I Leipzig wirkte. Er wurde noch 1913 Kommandeur des Landwehr-Bezirk Zwickau. Nach Ausbruch des Ersten Weltkrieges wurde er Regimentskommandeur des aufgestellten Königlich-Sächsischen Reserve-Infanterie-Regiment Nr. 243, welches er an der Westfront führte. Er konnte sich bei den Flandernkämpfen deutlich bewähren und trotz schwerer Verwundung sein Regiment kommandieren. Für diese Verdienste wurde er am 7. Dezember 1914 mit dem Ritterkreuz des Militär-St.-Heinrichs-Ordens ausgezeichnet. Am 14. September 1915 gab er das Regiment an Oberst Konrad von Koppenfels ab und wurde Regimentskommandeur des Infanterie-Regiments Nr. 351. Im Jahr 1917 wurde er schließlich Brigadekommandeur der 47.-Ersatzbrigade und dann der 46. Landwehr-Infanterie-Brigade. Er wurde 1918 zum Generalmajor befördert und wurde nach Kriegsende 1919 mit der Führung der 46. Landwehr-Division (2. Königlich Sächsische) beauftragt und schied dann aus dem militärischen Dienst aus.
Er war seit dem 3. August 1901 mit Paula von Tauchnitz verheiratet. Jedoch verstarb Paula schon am 16. April 1902. Er war mit der goldenen Lebensrettungsmedaille ausgezeichnet, als er in der Nacht vom 4. bis zum 5. Dezember 1891 dem Schlosser Kresse aus Dresden, welcher bei einem Heimgang in die Elbe gefallen war, das Leben gerettet habe. Nach seiner Verabschiedung aus dem Militär lebte er in der Mathildenstraße 6 in Rudolstadt.